# اس‌ام یو-۱۵۶
اس‌ام یو-۱۵۶ (به انگلیسی: SM U-156) یک زیردریایی بود که طول آن ۶۵ متر (۲۱۳ فوت) بود. این زیردریایی در سال ۱۹۱۷ ساخته شد.